# Маньи-сюр-Тий
Маньи́-сюр-Тий (фр. Magny-sur-Tille) — коммуна во Франции, находится в регионе Бургундия. Департамент коммуны — Кот-д’Ор. Входит в состав кантона Женли. Округ коммуны — Дижон.
Код INSEE коммуны — 21370.

## Население
Население коммуны на 2010 год составляло 833 человека.
| 1962 | 1968 | 1975 | 1982 | 1990 | 1999 | 2010 |
| ---- | ---- | ---- | ---- | ---- | ---- | ---- |
| 263  | 256  | 386  | 513  | 576  | 644  | 833  |

## Экономика
В 2010 году среди 538 человек трудоспособного возраста (15—64 лет) 418 были экономически активными, 120 — неактивными (показатель активности — 77,7 %, в 1999 году было 70,1 %). Из 418 активных жителей работали 394 человека (202 мужчины и 192 женщины), безработных было 24 (15 мужчин и 9 женщин). Среди 120 неактивных 52 человека были учениками или студентами, 47 — пенсионерами, 21 были неактивными по другим причинам.